# Callhyccoda
Callhyccoda é um gênero de traça pertencente à família Arctiidae.